# Kyzylorda
Kyzylorda (kazašsky Қызылорда) je město na jihu Kazachstánu. Je to hlavní město Kyzylordské oblasti. V roce 2011 mělo 200 900 obyvatel. Protéká jím řeka Syrdarja.

## Dějiny
V letech 1925 až 1929 bylo hlavním městem Kazašské autonomní sovětské socialistické republiky.